# Republika Kongo
Republika Kongo, ranije znana kao Kongo Brazzaville, je država u središnjoj Africi. Na zapadu izlazi na Atlantski ocean, a graniči s Gabonom na sjeverozapadu, Kamerunom i Srednjoafričkom Republikom na sjeveru, Demokratskom Republikom Kongo na istoku i jugu te angolskom eksklavom Cabindom na jugu.
U pretkolonijalnom razdoblju u današnjem Kongu i okolnim područjima postojalo je nekoliko većih država različitih naroda Bantu, među kojima su se isticale Loango i Kongo. Zapadnu obalu donjeg toka rijeke Kongo zauzela je krajem 19. stoljeća Francuska. Godine 1960. u velikom valu dekolonizacije neovisnost je dobio i Francuski Kongo.
Nakon neovisnosti u Kongu su, kao i u mnogim drugim mladim afričkim državama, zaredali vojni udari. Zemlja se približila Sovjetskom Savezu, ali nije raskinula svoje veze sa zapadnim zemljama, osobito bivšom maticom Francuskom. Poslije kraja hladnog rata i prvih višestranačkih izbora napeta politička situacija prerasla je u oružane sukobe koji su imali i etničko-teritorijalne elemente. Ratna djelovanja uglavnom su završena do 2000. i u zemlji od tada vlada krhki mir, koji se s vremenom učvršćuje zahvaljujući u znatnoj mjeri napretku gospodarstva koje se oslanja na znatan izvoz nafte (oko 290 tisuća barela dnevno).
Zemlja ima vrlo mlado stanovništvo, te je prosječna starost ispod 20 godina. Na jednu ženu dolazi 4,7 djece, te stanovništvo raste stopom od 2% godišnje. Na površinu od 342 tisuće četvornih kilometara (približno površini Njemačke ili Japana) ima (2015.) nešto više od 4,7 milijuna stanovnika.
Najbrojnija etnička grupa je Kongo s udjelom u stanovništvu od 48%. Druge etničke grupe su Sangha s 20%, M'Bochi s 12%, i Teke s 17% ukupnog stanovništva. Europljana i drugih ima ukupno 3%. Pored brojnih afričkih jezika i dijalekata, raširena je uporaba Francuskog, koji je službeni jezik države.
Oko 1/3 stanovništva su katolici, a oko 45% pripada raznim protestantskim denominacijama. Oko 1,5% su muslimani.
Javne usluge su na relativno niskoj razini, te na 10.000 stanovnika dolazi tek jedan liječnik. Od preko 17 tisuća kilometara cesta, manje od 900 je asfaltirano. Znatan dio prometa ide velikom rijekom Kongo, koja državu dijeli od većeg susjeda Demokratske Republike Kongo. Na rijeci Kongo nalazi se glavni grad zemlje Brazzaville, s približno 1,5 milijuna stanovnika. U neposrednom susjedstvu Brazzavillea, točno preko rijeke Kongo, nalazi se Kinshasa, 10 - milijunski glavni grad DR Kongo.
Republika Kongo jedna je od afričkih država koja raspolaže značajnim rezervama nafte. Prirodni plin koji je nusprodukt crpljenja nafte, koristi se u velikoj mjeri za proizvodnju električne energije. Izvozi se i drvo, te stanovite količine kave, kakaa i šećera (poljoprivreda u nacionalnom proizvodu sudjeluje sa svega 3,3%). BDP po paritetu kupovne moći za 2014. procijenjen je na 6.600 USD po stanovniku - negdje u razini zemalja poput Bolivije i Indije, ali znatno više od pretežnog dijela zemalja Crne Afrike.
Prvi predsjednik bio je Fulbert Youlou.

## Administrativna podjela
Republika Kongo je podijeljena u 12 departmana (départements). Departmani su podijeljeni u općine i/ili okruge. Postoji 12 departmana, 7 općina i 86 okruga.
To su:
- Bouenza
- Cuvette
- Cuvette-Ouest
- Kouilou
- Lékoumou
- Brazzaville
- Likouala
- Niari
- Plateaux
- Pool
- Sangha
- Pointe Noire

## Obrazovanje
- Sveučilište Marien Ngouabi
- Kršćansko veleučilište i Stručni institut za umjetnost
- Mondongo Viši institut za poljoprivredne znanosti